# Acanthoscurria maga
Acanthoscurria maga là một loài nhện trong họ Theraphosidae.
Loài này thuộc chi Acanthoscurria. Acanthoscurria maga được Eugène Simon miêu tả năm 1892.